# Търговия на едро с фармацевтични стоки, медицинска техника и апаратура
Търговията на едро с фармацевтични стоки, медицинска техника и апаратура е отрасъл на икономиката в Статистическата класификация на икономическите дейности за Европейската общност, подразделение на търговията на едро с нехранителни потребителски стоки.
Той включва препродажбата на други предприятия на лекарства, ваксини, медицински инструменти, апарати и консумативи и друго подобни продукти.
Секторът включва някои от най-големите компании в света, като „Маккесън“ и „Сенкора“. Към 2017 година в България той има обем на продажбите от 6,75 милиарда лева и близо 11 хиляди заети, като най-големите предприятия са „Софарма Трейдинг“, „Фьоникс Фарма“, „Фармнет“, „Стинг“ и „Хювефарма“.